# Петро Парфеній
Петро Парфеній, Партеній Петро, Парфеній Петровіч («або» Петро) — перший унійний єпископ Мукачева (1651—1665), один з монахів-василіян, хто долучився до Ужгородської унії.
Брав найактивнішу участь у «з'єднанні» з іншим василіанським монахом Гавриїлом Косовичем (Косовицьким).

## Унія
24 квітня 1646 року в каплиці Ужгородського замку: з ініціативи єпископа-василіянина Василя Тарасовича (галичанина), та єп. П. Парфенія 63 українських священники засвідчили єдність із католицькою церквою (укладена Ужгородська унія) за умови збереження руського (грецького) обряду, згоди на дотримання східних канонів і принципів православного урядування (самостійного вибору єпископа).
15 січня 1652 єпископом Петром Парфенієм особисто переданий у Рим протокол про укладення Ужгородської унії від 24.04.1646 року, тобто з'єднання з Римом.
Ватикан затвердив владику Петра Парфенія єпископом 1655 після його обрання православним митрополитом 1651. 1664 єпископ Петро Парфеній за єпархіальний осідок обрав Мукачеве.
Помер 1665.

## Історичні факти
14 травня 1648 Естергомський архієпископ Дьордь Ліппаї запевнив з'єднане з Римською церквою українське духовенство Шарішського, Земплінського та Ужанського комітатів, що воно матиме церковний імунітет (захист). Архієрейська опіка з боку вищих католицьких кіл Угорщини проявилася уже 1651, коли Трансільванський православний архієпископ із Дюлофегирвару (тепер Альба Юлія в Румунії) Стефан Шімонович (1643—1654), разом із Молдавським Григорієм та Бистрицьким Савою, висвятив на владику Мукачівської єпархії монаха-уніата Петра Партенія (Петровича), як пояснює о. Е.-Кр. Суттнер, для того, «щоб врятувати унію, й тим самим гарантувати місцевій Східній Церкві підтримку католиків для протидії кальвіністам» .

### Підтвердження хіротонії
Тогочасний примас Католицької церкви Угорщини, Естергомський архієпископ Дьордь Ліппаї розцінив рукоположення уніатського священика неуніатським митрополитом за даних обставин допустимим, і 5 вересня того ж року призначив єпископа Партенія візитатором для всіх греко-католиків, що проживають на території Угорщини [68]. Ліппаї вступився за нововисвяченого владику в Римі з клопотанням, щоб він був звільнений від усіх церковних покарань, і запевнив, що ієрарх, який здійснив хіротонію, знав про уніатське походження кандидата. Сам архієпископ Шімонович, уділивши свячення, засвідчив у виданій Петрові Партенію грамоті про хіротонію, що підставою для рукоположення був документ кандидата, який підтверджував, що угорський примас довірив йому душпастирство серед русинів у Верхній Угорщині. Папа Олександр VII 8 червня 1655 р. доручає Ліппаї затвердити Партенія у єпископстві і звільняє його від покарання. Доручення папи Ліппаї виконує 22 липня того ж року. Король Угорщини, австрійський імператор Леопольд І, на підставі свого права патронату 23 жовтня 1659 р. призначає Партенія Мукачівським єпископом.
Цікаво, що серед 24 документів, які публікує у своїй праці дослідник А.Годинка про діяльність Петра Партенія читаємо, що на засідання Конгрегації поширення віри 2 жовтня 1651 р. кардинал Тривульзіо доповідав, що Естергомський архієпископ просив заснувати для угорських русинів єпископство. Кардинали вирішили звернутися до папи. На сім питань Конгрегації поширення віри 2 липня 1654 р. Естергомський архієпископ Дьордь Ліппаї відіслав до Риму детальний звіт, який став першим, хоч і загальним, офіційним письмовим документом про тодішнє церковне становище русинів. На його змісті варто зупинитися більш детально.
З нього випливає, що «ніхто не турбувався, ніхто не захищав інтереси русинів як схизматиків», яких налічується на території від Спішу до Мармароша (уздовж 70-ти миль) понад 200 тис. душ грецького обряду. Для них релігійні практики проводять близько 600 священиків, які не володіють латинською мовою. Крім них, ще 24 — на території Егерського і Великоварадинського єпископства та 45 — на території Спішського комітату, який належить до Естергомської митрополії. Всі ці без винятку нез'єднані священики від незапам'ятних часів мали свого єпископа в Мукачеві.
Роботу по наверненню цих схизматиків до Католицької Церкви через прийняття унії розпочали Егерські єпископи Дьордь Ліппаї та Дьордь Якушич, які за допомогою вже з'єднаних монахів-василіан Петра Партенія та Гаврила Косовича (Косовицького) навернули до унії спочатку 63, а невдовзі — 400 олтарних братів. Таким чином, під владою нового уніатського єпископа Петра Партенія, якого обрали 370 із 400 священиків, опинилися три із чотирьох церковних округів, які належали до Мукачівської єпархії — Гуменне, Ужгород і Маковиця, тобто священики Спішського, Шарішського, Земплинського та Ужанського комітатів.

### Питання юрисдикції
У ході викладу інформації для Конгрегації поширення віри примас Католицької Церкви в Угорщини торкається і питання юрисдикції Мукачівської єпископа та єпископства. На його думку, недавні схизматики мали своє єпископство грецького обряду, яке не було залежним ні від Егерського єпископа, ні від Естергомського архієпископа. Мукачівський єпископ грецького обряду не може бути підпорядкованим Егерському латинському єпископові, оскільки один єпископ незалежний від іншого. Тому Естергомський архієпископ намагався, щоб усіх схизматиків Угорщини, русинів і волохів, які мають своїх священиків грецького обряду на території Естергомської та Явринської (мабуть Егерської — В. Ф.) єпархії підпорядкувати архієрейській владі Мукачівського єпископа Партенія, «а сам єпископ був підпорядкований, наче своєму митрополитові чи примасу, архієпископу Естергомському. Такий статус і сучасне становище Мукачівського єпископства», констатує Ліппаї.
Після того, як Петро Партеній повернувся до єдності з Католицькою Церквою він став першим уніатським владикою, якого 1659 р. імператор Леопольда І, користуючись своїм королівським правом патронату (iuris patronatus), офіційно іменував Мукачівським єпископом. В опозицію до намірів примаса Ліппаї стала власниця Мукачівського замку Софія Баторі, яка після смерті свого чоловіка протестантського князя Дьордя ІІ Ракоція 1660 р. повернулася до Католицької Церкви. За захистом конвертитка звернулася до Київського митрополита. Через свого єзуїтського сповідника о. Стефана Міллея наприкінці 1662 р. княгиня просила Київського уніатського митрополита Гавриїла Коленду (1655—1674) висвятити і відправити до Мукачева єпископа.
На синоді Київської митрополії в Жировцях 1663 р. було прийнято рішення висвятити для Мукачівської єпархії єпископа, але з тією умовою, що дана єпархія буде підпорядкована Київському архієрею. Коли ж Софія Баторі дізналася, що з офіційним зверненням до Риму про підпорядкування Мукачівської єпархії Київській митрополії синод відправив Холмського єпископа Якова Сушу (1652—1687), вона змінила свою думку. Вважаючи, що Мукачівська єпархія має належати митрополичій юрисдикції Естергомського архієпископа, а про підпорядкування її Київському митрополитові питання не ставилося, літом 1664 р. Софія Баторі прикликала до Мукачева уніатського єпископа Парфенія.
Тим часом трирічні намагання Якова Суші переконати Св. Престол підпорядкувати Мукачівську уніатську єпархію юрисдикції Київської митрополії успіху не дали.

### Зміни після смерті єпископа
Після смерті П. Партенія, який користувався повагою народних мас, настали часи послаблення єпископської влади. Протягом 60—80-х років XVII ст. єпископами були вісім чоловік — вихідці з Галичини, Сербії і з Підкарпатської Русі.
Часто мали місце суперечки через релігійні і господарські питання, а життям духівництва, становищем вірників ніхто не цікавився. Справа унії занепадала. Центром протиборства була Мармарощина. Духовенство і миряни східних районів Закарпаття надовго стали жертвами цієї боротьби за владу.